# Janusz Jabłoński (dyplomata)
Janusz Jabłoński (ur. 22 listopada 1960 w Wołominie) – polski dyplomata w stopniu radcy-ministra. Konsul Generalny w Charkowie (2016–2020).

## Życiorys
Janusz Jabłoński ukończył studia na Wydziale Prawa i Administracji Uniwersytetu Warszawskiego. Pracował na stanowisku sekretarza Miasta i Gminy Radzymin.
W 1997 rozpoczął karierę w dyplomacji jako III sekretarz ds. konsularnych Ambasady RP w Moskwie. Pracował także w Konsulacie Generalnym RP we Lwowie, gdzie kierował Wydziałem Ruchu Osobowego, a od 16 lipca 2003 do 15 stycznia 2004 był p.o. konsula generalnego. Następnie w Konsulacie Generalnym w Królewcu jako kierownik Wydziału Ruchu Osobowego. Od 11 lutego 2016 do września 2020 Konsul Generalny RP w Charkowie. Od ok. 2023 w Referacie ds. Polonii, Prawnych, Pomocy Konsularnej, Dyplomacji Publicznej i Kulturalnej Konsulatu Generalnego RP w Królewcu, na początku 2025 został pełniącym obowiązki kierownika placówki. Między pobytami na kolejnych placówkach pracował jako urzędnik Ministerstwa Spraw Zagranicznych
Żonaty z Anną. Syn Emil.